# 波爾亞太
波爾亞太有限公司（除牌當時為0751.HK），曾是香港交易所上市容器公司，是在1978年由香港商人羅富昌先生創立，主要業務為生產鐵罐、塑料罐等。是在1992年上市。
值得一提是由「美特容器（香港）有限公司」成立。
而在1997年，被私人公司「富特波爾容器集團有限公司」私有化通過，撤銷上市。現時為美國波爾公司旗下公司。

## 連結
- 波爾亞太 （页面存档备份，存于）
- 永富容器 （页面存档备份，存于）